# Erion Xhafa
Erion Xhafa (31 de Maio de 1982, Albânia) é um futebolista albanês que joga como zagueiro pelo KS Dinamo Tiranë da Albânia .